# Урош Матић
Урош Матић (Шабац, 23. мај 1990) српски је фудбалски тренер и бивши фудбалер. Играо је на позицији везног играча. Његов старији брат Немања је фудбалер и бивши репрезентативац.

## Клупска каријера
Матић је поникао у екипи Обреновац 1905, затим је био члан Јединства са Уба да би 2008. године прешао у словачки клуб Кошице. За први тим Кошица је дебитовао 2009. године и у овом клубу је остао до краја сезоне 2012/13. У фебруару 2013. године одлази на пробу у Бенфику, да би у лето исте године и званично постао играч португалског клуба. У Бенфици није одиграо ниједан меч за А тим, али јесте 16 утакмица за Б тим, у другој португалској лиги. У јануару 2014. прешао је у холандског прволигаша НАЦ Бреду. Био је стандардан у екипи Бреде и у наредне две и по сезоне је одиграо 73 првенствене утакмице на којима је постигао четири гола.
У јуну 2016. године потписао је за Штурм из Граца. Већ у децембру исте године напустио је Штурм и прешао у дански Копенхаген са којим је потписао уговор на четири и по године. Са екипом Копенхагена освојио је дуплу круну (првенство и куп) у сезони 2016/17. У наредној 2017/18. имао је мању минутажу, па га је клуб у мају 2018. послао на једногодишњу позајмицу у Аустрију из Беча. По истеку позајмице клуб из Беча је одлучио да га не откупи. За сезону 2019/20. Копенхаген га је проследио на позајмицу у кипарски АПОЕЛ. У јулу 2020. потписао је уговор са азербејџанским Карабагом. Годину дана касније прешао је у Абху из Саудијске Арабије. Наредне три године је провео у овом клубу.
У септембру 2024. вратио се у Јединство са Уба, одакле је 2008. године заједно са братом Немањом прешао у словачке Кошице. Забележио је 13 првенствених наступа током првог дела такмичарске 2024/25. у Суперлиги Србије. Током зимске паузе завршио је играчку каријеру и почео тренерску управо у Јединству где је постављен за шефа стручног штаба.

## Репрезентација
Матић је током 2009. године одиграо седам утакмица за репрезентацију Србије до 19 година и са том репрезентацијом учествовао на Европском првенству 2009. године у Украјини.
У мају 2017. године, селектор сениорске репрезентације Србије Славољуб Муслин је накнадно позвао Матића за утакмицу против Велса у квалификацијама за Светско првенство 2018. у Русији. Матић се одазвао позиву али ипак није добио прилику да дебитује за национални тим.

## Лични живот
Урошев старији брат је Немања. Матићев деда по мајци је рођен у Волковији, садашња Македонија, а потом се с породицом преселио у Србију. Тако да се Урош размишљао да наступи за репрезентацију Македоније, јер има њихово порекло.

## Трофеји

### Копенхаген
- Суперлига Данске (1): 2016/17.
- Куп Данске (1): 2016/17.